# Congo nos Jogos Olímpicos de Verão de 2020
República do Congo deverá competir nos Jogos Olímpicos de Verão de 2020 em Tóquio. Originalmente programados para ocorrerem de 24 de julho a 9 de agosto de 2020, os Jogos foram adiados para 23 de julho a 8 de agosto de 2021, por causa da pandemia de COVID-19. Será a 13ª participação da nação nos Jogos Olímpicos de Verão desde sua estreia em 1964. 

## Competidores
Abaixo está a lista do número de competidores nos Jogos.
| Esporte   | Masculino | Feminino | Total |
| --------- | --------- | -------- | ----- |
| Atletismo | 1         | 1        | 2     |
| Natação   | 0         | 1        | 1     |
| Total     | 1         | 2        | 3     |

## Atletismo
O Congo recebeu as vagas de universalidade para dois atletas (um masculino e outro feminino).
- Nota – As posições para os eventos de pista são em relação à bateria do atleta
- Q = Qualificado para a próxima fase
- q = Qualificado para a próxima fase como o perdedor mais rápido ou, em eventos de campo, pela posição sem atingir o alvo para qualificação
- NR = Recorde nacional
- N/A = Fase não aplicável para o evento
- Bye = Atleta não precisou disputar aquela fase

Eventos de pista e estrada
| Atleta                 | Evento          | Eliminatória | Eliminatória | Semifinal | Semifinal | Final     | Final   |
| Atleta                 | Evento          | Resultado    | Posição      | Resultado | Posição   | Resultado | Posição |
| ---------------------- | --------------- | ------------ | ------------ | --------- | --------- | --------- | ------- |
| Gilles Anthony Afoumba | 400 m masculino |              |              |           |           |           |         |
| Natacha Ngoye Akamabi  | 100 m feminino  |              |              |           |           |           |         |

## Natação
O Congo recebeu uma vaga de universalidade para uma atleta.
| Atleta         | Evento              | Eliminatória | Eliminatória | Semifinal | Semifinal | Final | Final   |
| Atleta         | Evento              | Tempo        | Posição      | Tempo     | Posição   | Tempo | Posição |
| -------------- | ------------------- | ------------ | ------------ | --------- | --------- | ----- | ------- |
| Stefan Sangala | 50 m livre feminino |              |              |           |           |       |         |